# جامعة شمال كولورادو
جامعة شمال كولورادو (بالإنجليزية: University of Northern Colorado)‏ ( UNC ) هي جامعة أبحاث عامة في غريلي، كولورادو. تأسست الجامعة عام 1889 كمدرسة حكومية عادية في كولورادو ولها تاريخ طويل في تعليم المعلمين.  غيرت المؤسسة اسمها رسميًا ثلاث مرات، أولاً إلى كلية التربية بولاية كولورادو في غريلي في 16 فبراير 1935، ثم إلى كلية ولاية كولورادو في 11 فبراير 1957 وشكلها الحالي منذ 1 مايو 1970.  ما يقرب من 12000 طالب مسجلين في ست كليات. مواقع الحرم الجامعي الممتدة في لوفلاند ودنفر وكولورادو سبرينغز. 
يتنافس 19 فريقًا رياضيًا في ألعاب القوى في القسم الأول من NCAA.

## الحرم الجامعي

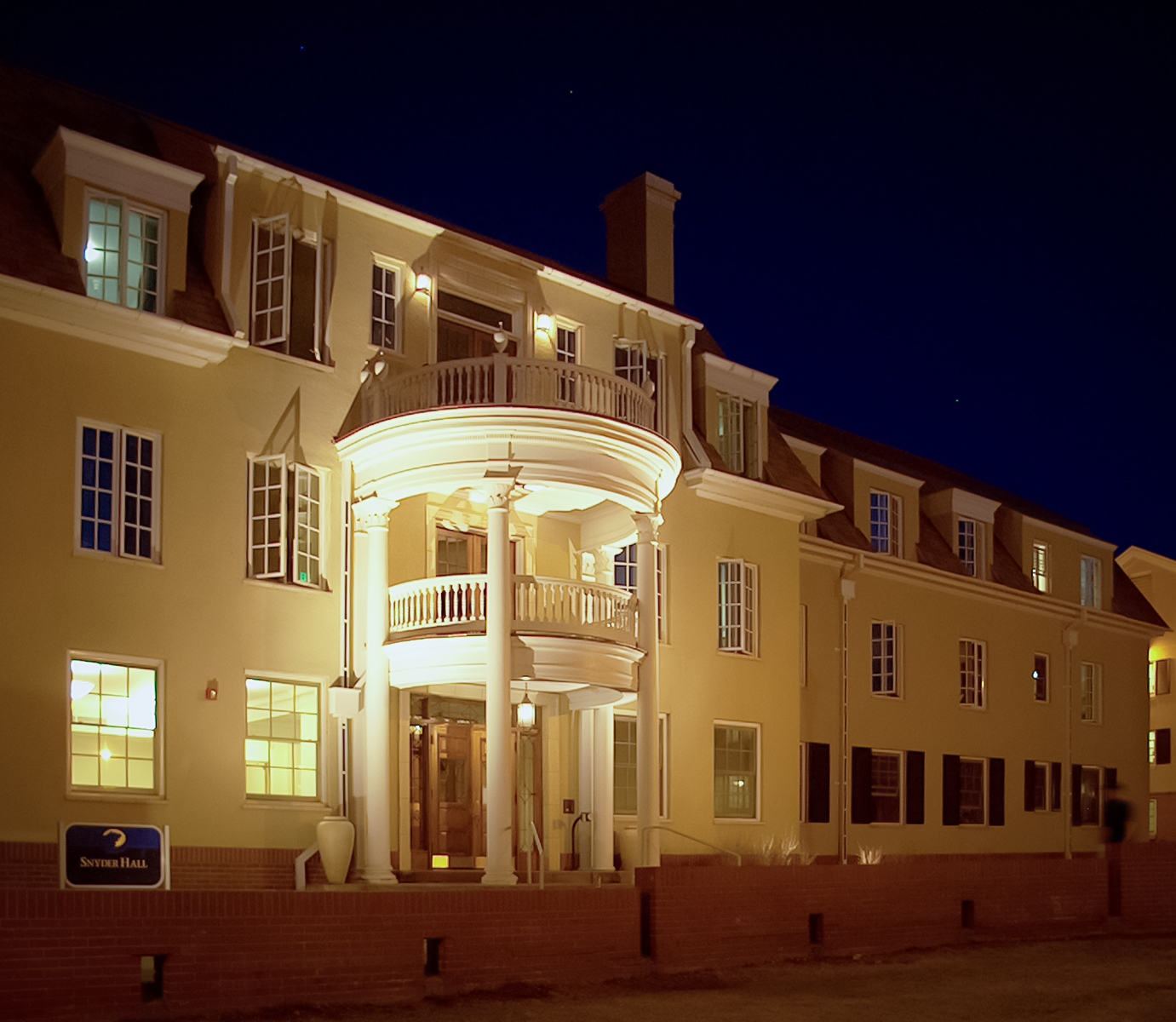
Snyder Hall في جامعة الأمم المتحدة ، مهجع في الحرم الجامعي المركزي

## ألعاب القوى

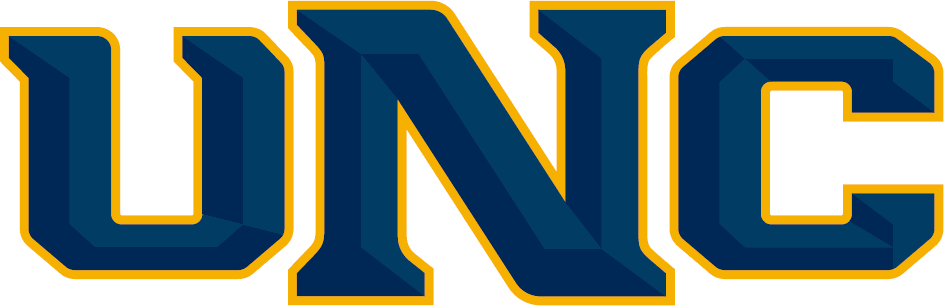
كلمة شمال كولورادو لألعاب القوى.

## خريجون بارزون
- بوب بيكون ، سناتور ولاية كولورادو السابق
- جري[ بحاجة لمصدر ]ج براندون ، مدرب كرة القدم في كلية كولورادو للمناجم
- دومينيك بريزيل ، ملاكم
- بات بوريس ، لاعب الجودو الأولمبي مرتين ، الحاصل على الميدالية البرونزية في ألعاب عموم أمريكا
- جاك كاسينيتو ، رسام هواء بلين
- Sa'ra Charismata ، مغنية وكاتبة أغاني (الاسم الحقيقي سارة هايلي) [7]
- إيرنست كولينز جونيور ، لاعب كرة قدم ومدرب رئيسي لقيادة الأمم المتحدة
- والت كونلي ، مغني وموسيقي وممثل شعبي ، [8]
- كيمبرلي كوربان ، مدافعة عن حقوق الضحايا
- مارجريت إل كاري ، ضابطة الإفراج المشروط
- ستيفن ديتز ، كاتب مسرحي
- ريد دوتي ، سلامة كرة القدم لواشنطن ريدسكينز
- بن دريث ، حكم AFL و NFL
- روندا فيلدز ، عضو مجلس النواب بولاية كولورادو
- بيل فريسيل ، عازف الجاز
- جاستن جيثجي ، فنون القتال المختلطة المحترفة ، [9] يتنافس حاليًا في UFC
- جريج جيرمان ، ممثل من Ally McBeal
- مارغريت هايز جرازير ، أمينة مكتبة ومعلمة ومؤلفة [10]
- بات هاجرتي ، حكم اتحاد كرة القدم الأميركي
- فينسينت جاكسون ، لاعب كرة قدم لفريق تامبا باي بوكانيرز
- فيرجيل جيستر ، جرة بيسبول لميلووكي برافز
- ديرك جونسون ، مقامر اتحاد كرة القدم الأميركي
- ديف كيلر ، لاعب ومدرب دوري البيسبول الصغير
- بيل كيني ، قورتربك لرؤساء مدينة كانساس سيتي والسياسي
- ماريان كوساكا ، سياسية
- Carlotta Walls LaNier ، عضو في Little Rock Nine
- مايك مادن ، البيسبول السابق جرة ل هيوستن استروس
- بيث مالون ، الممثلة المرشحة لجائزة توني
- جيمس أ.ميشينر ، مؤلف
- ستيفن مور ، ناقد أدبي ومراجع كتب بواشنطن بوست
- كارول موتر ، ملازم فيلق مشاة البحرية
- روري أوجل ، عضو مجلس النواب في نيو مكسيكو
- أندرو بيرشليك ، عضو مجلس شيوخ ولاية فيرمونت [11]
- ظهرت أماندا بيترسون ، الممثلة الشهيرة ، في فيلم Can't Buy Me Love .
- ليزا بوباو ، عضو سابق في مجلس مدينة فورت كولينز
- سيد قطب ، مؤلف وقائد إسلامي القرن العشرين
- جيني ريتر ، السيدة الأولى السابقة لكولورادو
- جيد روبرتس ، ظهير سابق في دوري كرة القدم الكندية ، ورجل خط دفاعي ، إدمونتون اسكيمو
- ماري جي روس ، أول مهندسة أمريكية أصلية
- نيل روبين ، كاتب عمود في ديترويت نيوز ومؤلف القصة المصورة جيل ثورب
- فرانكي ساينز ، (حضر) مصارع ؛ فنان قتالي مختلط محترف ، UFC Bantamweight [12]
- ديفيد ن. سينتي ، لواء سلاح الجو
- كايل سلوتر ، لاعب الوسط في اتحاد كرة القدم الأميركي
- Chesley B. "Sully" Sullenberger ، قبطان US Airways Flight 1549 التي هبطت بنجاح في نهر هدسون في عام 2009 ؛ حاصل على درجة الماجستير في الإدارة العامة من جامعة الأمم المتحدة
- آرون سميث ، نهاية دفاعية لكرة القدم لبيتسبرغ ستيلرز
- لورين سنايدر ، لاعب الوسط في فريق دالاس كاوبويز [13]
- ديف ستولز ، نهاية دفاعية لكرة القدم لفريق دالاس كاوبويز ، تامبا باي بوكانيرز ، لوس أنجلوس رايدرز ودنفر جولد
- توم تانكريدو ، R-CO ، عضو مجلس النواب الأمريكي ، مرشح رئاسي
- هيرفي توني توني ، لاعب خط وسط في الدوري الكندي لكرة القدم ، تورنتو أرغونوتس
- فرانك وينرايت ، نهاية كرة القدم الضيقة السابقة لنيو أورليانز سينتس وفيلادلفيا إيجلز وميامي دولفين وبالتيمور رافينز
- توم والش ، جمهوري من ولاية وايومنغ ، عمدة كاسبر وعضو مجلس النواب في وايومنغ (2003-2008) ؛ تلقى Ed.D. من خلال UNC [14]
- تايلر وارد ، موسيقي ومنتج
- ويلينجتون ويب ، عمدة دنفر السابق
- بيل ويلش ، مذيع في الإذاعة والتلفزيون [15]
- إد فيردر ، مراسل ESPN
- كوني ويليس ، مؤلفة الخيال العلمي
- كلير ويلسون ، عضو مجلس شيوخ ولاية واشنطن
- كينيث دبليو وينترز ، عضو مجلس شيوخ ولاية كنتاكي
- Carlotta Walls LaNier ، عضو في Little Rock Nine

## روابط خارجية
- الموقع الرسمي
- موقع ألعاب القوى في شمال كولورادو